# 八都麻失里
八都麻失里（?—?），元朝大臣，元惠宗时中书平章政事。
至正十七年（1357年），八都麻失里担任中书省参知政事，十一月己巳，升任中书右丞。至正十八年（1358年），拜为中书省平章政事。至正二十年（1360年），以平章政事知贡举，与同知贡举翰林学士承旨李好文、礼部尚书许从宗，考试官国子祭酒张翥、同考官太常博士傅亨奏请会试录取增额五员：旧例各处举人三年一次，取三百人，会试取一百人。今岁乡试所取比前数少，止有八十名，会试三分内取一分，合取三十名。如于三十名外，添取五名为宜。